# Chlorissa hyperymna
Chlorissa hyperymna là một loài bướm đêm trong họ Geometridae.